# دریاچه کارتساخی
دریاچه کارتساخی ((به گرجی: კარწახის ტბა) یا خوزاپینی (به گرجی: ხოზაფინის ტბა)، (به ترکی استانبولی: Hazapin Gölü) یا Aktaş gölü) یک دریاچه در گرجستان است که در سامتسخه-جاواختی واقع شده‌است. این دریاچه در مرز میان کشورهای ترکیه و گرجستان در دامنه کوه‌های قفقاز و در نزدیکی شهرک کارتساخی جای دارد. ۵۳ درصد مساحت آن در خاک گرجستان و ۴۷ درصد آن در خاک ترکیه قرار دارد.
این دریاچه دومین دریاچه بزرگ گرجستان است که مساحتی معادل ۲۶.۳ یا ۲۶.۶ کیلومتر مربع در ارتفاع ۱۷۹۹ متری دارد و توسط شماری از نهرها و رودخانه‌های فصلی تغذیه می‌شود. در طول فصل بارانی، آب اضافی آن به رود کورا تخلیه می‌شود.

## جانوران
این دریاچه یک زیستگاه مهم پرندگان است و یکی از بزرگترین جمعیت جغد عقاب اوراسیا را در کشور به همراه جمعیت پلیکان خاکستری و پلیکان سفید بزرگ دارد.